# Daniel Chee Tsui

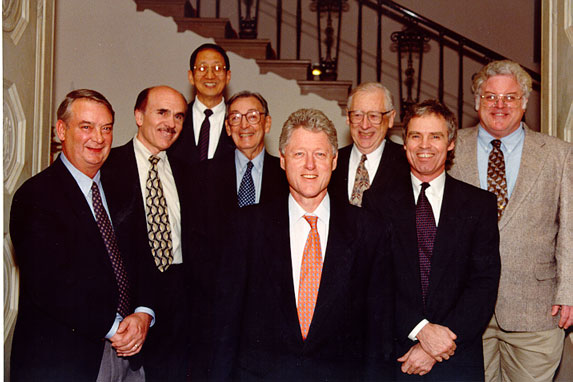
Bill Clinton trifft Nobelpreisträger des Jahres 1998. Tsui ist der dritte von links

Daniel Chee Tsui 崔琦 (* 28. Februar 1939 in Henan, China) ist ein chinesisch-amerikanischer Physiker. Er beschäftigte sich mit den elektrischen Eigenschaften dünner Filme, mit Halbleiter-Mikrostrukturen und mit Festkörperphysik.
Tsui wurde 1998 zusammen mit Robert B. Laughlin und Horst Ludwig Störmer mit dem Nobelpreis für Physik ausgezeichnet für die Entdeckung einer neuen Art von Quantenflüssigkeit, dem gebrochenzahligen Quanten-Hall-Effekt, den er an den Bell-Labs mit Störmer und Arthur Gossard 1981 entdeckte.
Tsui ging 1958 in die USA, um am Augustana College in Rock Island (Illinois) zu studieren. 1961 erwarb er dort seinen Bachelor-Abschluss. 1967 wurde er an der University of Chicago promoviert. 1968 bis 1982 war er an den Bell Laboratories. Seit 1982 ist er Professor für Elektrotechnik in Princeton.
1984 erhielt er den Oliver E. Buckley Condensed Matter Prize. 1985 wurde er Fellow der American Physical Society. Seit 1987 ist er Mitglied der National Academy of Sciences. 2000 wurde er zum Mitglied der American Academy of Arts and Sciences gewählt.